# 금귤
금귤(金橘, 학명: Citrus japonica 키트루스 야포니카[*])은 운향과의 과일 나무(상록 관목 또는 소교목)이다. 금감(金柑), 동귤(童橘), 알귤(-橘) 등으로도 불리며, 일본어 "킨칸(金柑)"에서 나온 말인 낑깡으로도 불린다. 과거에는 금귤속(Fortunella Swingle)으로 따로 분류하기도 했으나, 후에 계통학적 연구에 따라 귤속으로 재분류되었다. 원산지는 중국 남부 및 하이난섬이다.
보통 키는 2.5~4.5 m 가량이고, 짙은 색 잎사귀가 나며, 빽빽한 가지에 가시가 있는 것도 있다. 길이 3-5 cm에 너비 2-4 cm인 작은 타원형의 열매가 열린다. 색깔은 노란색에서 붉은색까지 여러 종류가 있다. 열매는 보통 통째로 먹는데, 껍질은 달고 안은 톡 쏘는 맛이 있다. 내용물이 너무 신 열매는 씹다가 버리기도 한다. 중국에서는 금귤을 소금에 절여서 목이 아플 때 먹기도 한다.

## 종류
- 둥근금귤/둥근금감 ('japonica')
- 장실금귤/장실금감 ('margarita')
- 영파금귤/영파금감 ('crassifolia')
- 홍콩금귤/홍콩금감 ('hindsii')

## 사진

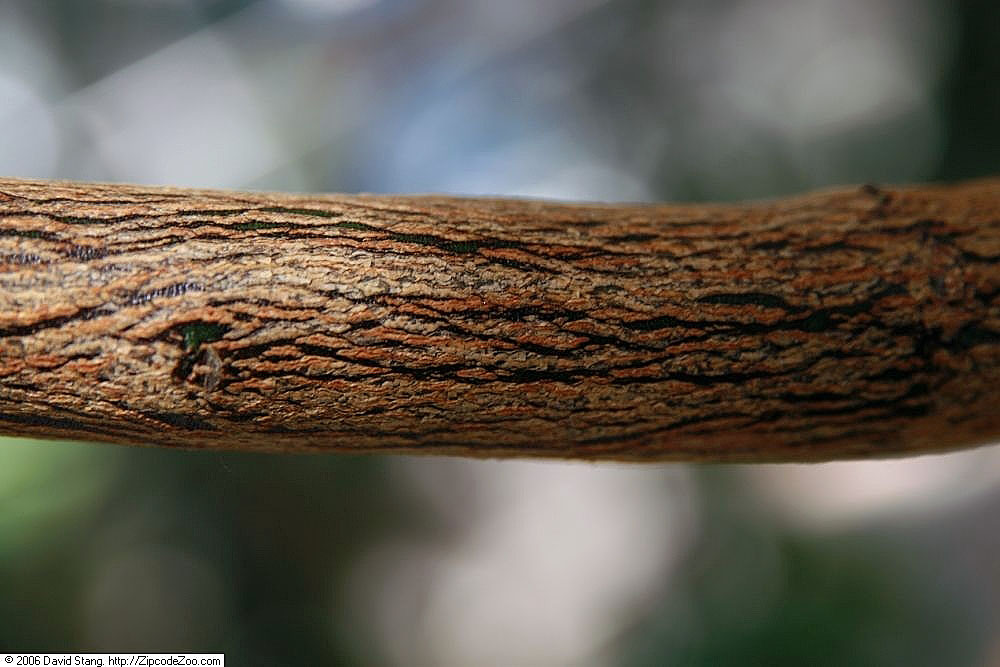
가지
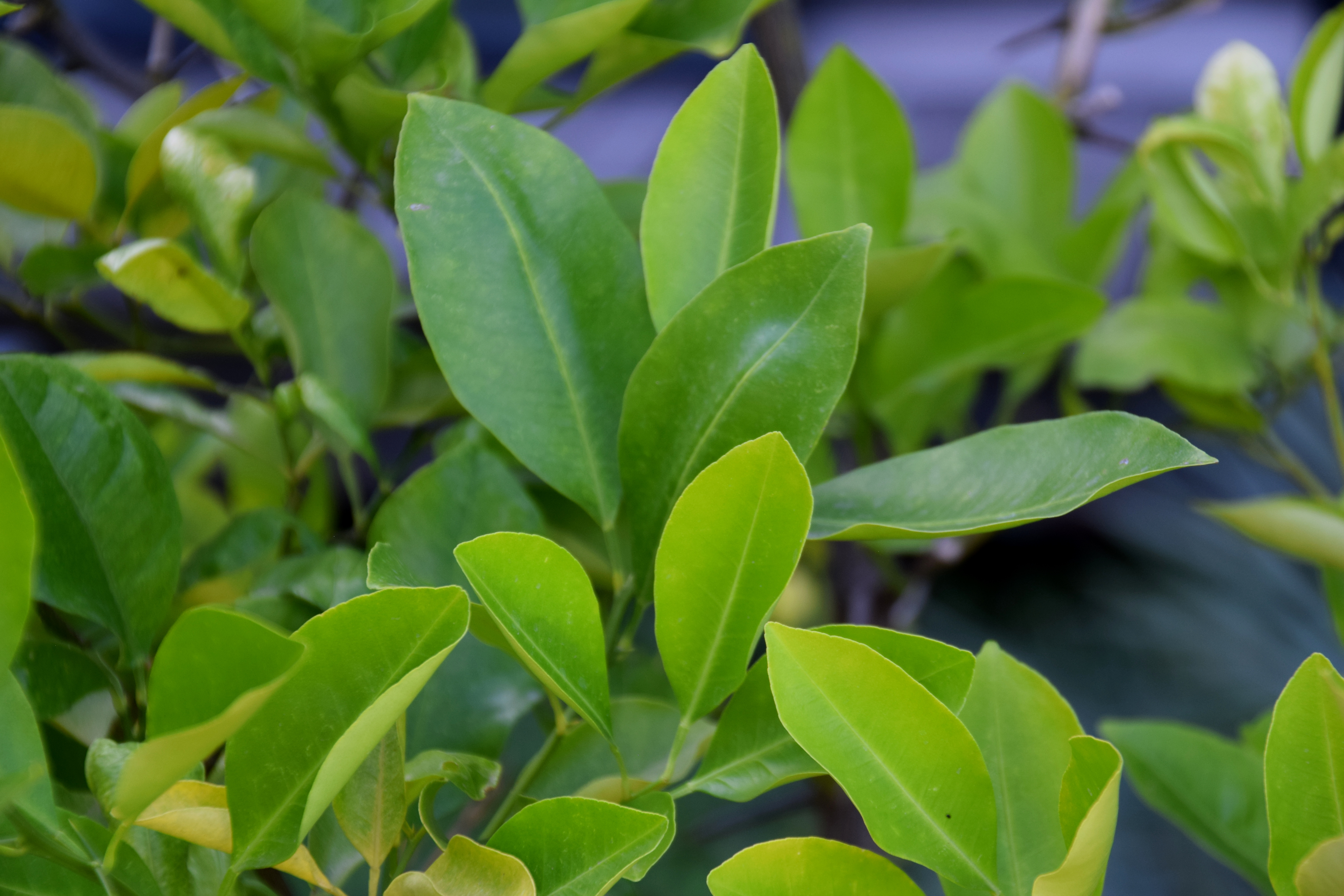
잎
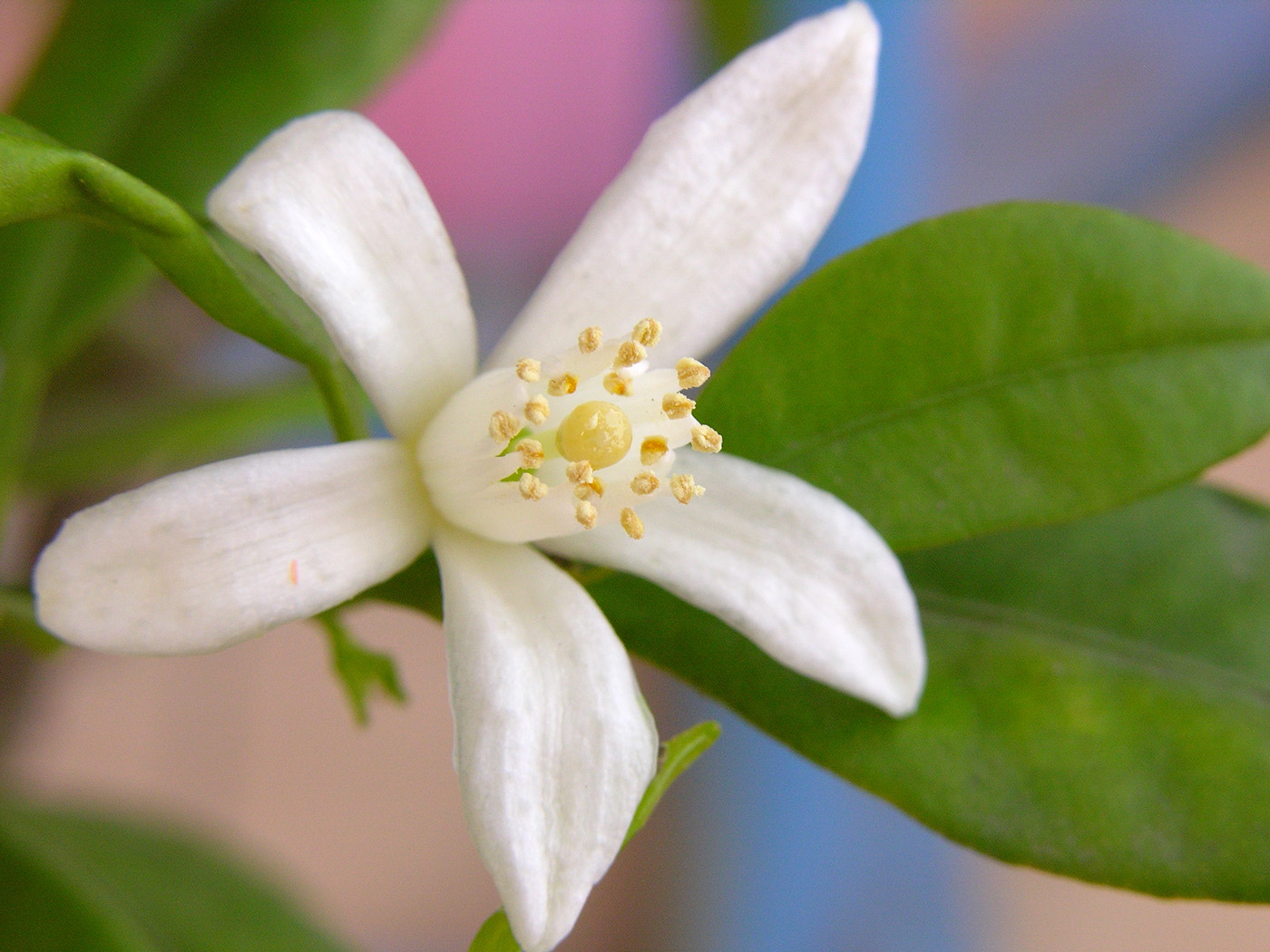
꽃
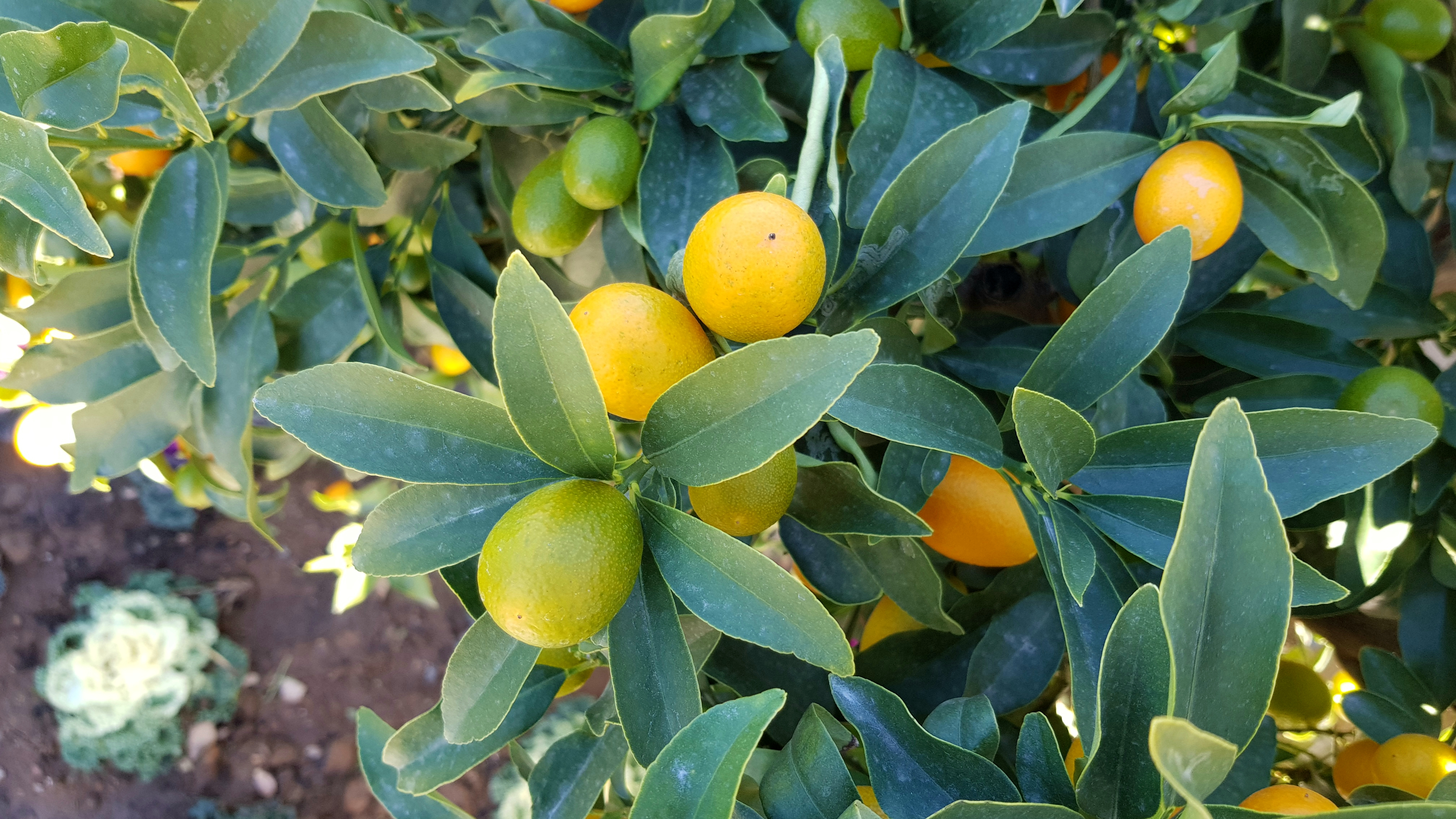
열매
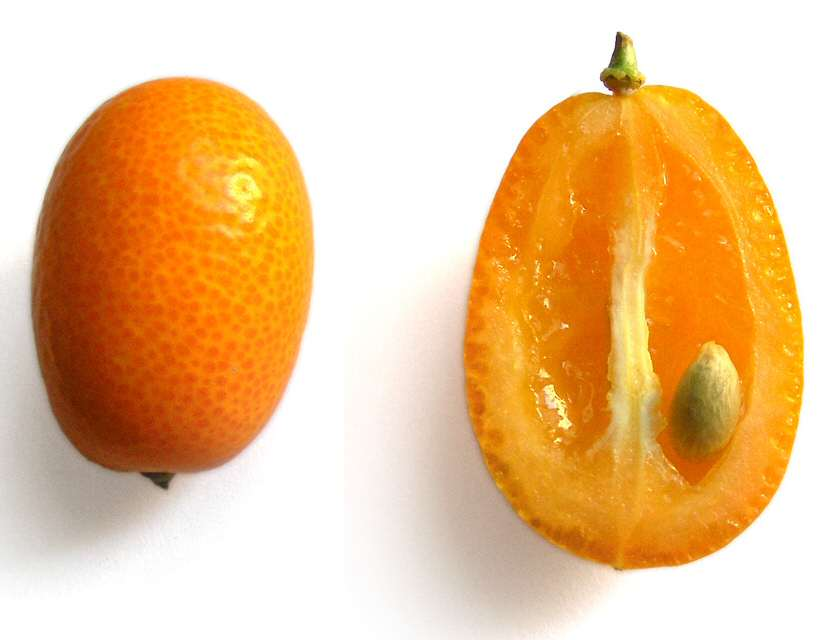
열매 단면

## 같이 보기
- 제주감귤
- 두금감
- 금두